# Pirámide de Amosis
La Pirámide de Amosis fue la última pirámide egipcia construida por un faraón. No se construyó como una tumba, sino como un cenotafio para el faraón Amosis I, en la necrópolis de Abidos. Esta es la única pirámide real construida en esta ciudad. Erigida en el siglo XVI a. C., solo queda un montón de escombros con una altura de unos diez metros.

Plano del complejo piramidal de Amosis:
1. Pirámide
2. Base actual
3. Rampa de construcción
4. Templo de la pirámide
5. Templo A
6. Templo B
7. Templo C